# Mundo árabe
Se llama mundo árabe (en árabe: العالم العربي‎, al-ʿālam al-ʿarabī) o países árabes (البلدان العربية, al-buldān al-ʿarabiyya) al conjunto de países en los que habita el pueblo árabe o donde el idioma árabe es mayoritario. El mundo árabe está conformado por la mayoría de los países del Oriente Próximo, incluida la totalidad de la península arábiga, y por las naciones del Magreb y el Cuerno de África. Por extensión, se designa con este nombre asimismo a la comunidad mundial de personas que conforman los que tienen el árabe —en sus múltiples variantes— como lengua materna. En este sentido, se suele usar también el término nación árabe (الأمة العربية, al-ummah al-ʿarabīyyah).

## Concepto
La existencia del mundo árabe es consecuencia de la conquista islámica a partir del año 622, primero de la Hégira. Los árabes originales habitaban la península de Arabia y algunas regiones circundantes. Los conquistadores musulmanes extendieron fundamentalmente su religión, el Islam, y el idioma oficial del Estado islámico, el árabe. La implantación de ambas en las zonas conquistadas fue variable a las poblaciones. Así, hubo poblaciones que adoptaron ambas cosas, como son la mayoría de las que actualmente componen el mundo árabe, de religión predominantemente musulmana. Hubo, sin embargo, quienes adoptaron la lengua árabe pero no el Islam, como es el caso de las numerosas minorías cristianas que hasta hoy existen en varios países árabes (maronitas, nestorianos, coptos, mozárabes en el desaparecido Al-Ándalus, etc.). Hubo asimismo otros que adoptaron el Islam pero no el idioma árabe: es el caso de las minorías no árabes en estos países (bereberes, kurdos, nubios) o bien se trata de regiones tempranamente conquistadas y que mantuvieron sus lenguas originales, como sucede con Irán, Turquía y Pakistán. También ha influido en su estado actual la partición del Imperio otomano.
El concepto de árabe, por tanto, aunque esté estrechamente ligado al islam por razones históricas y culturales, es exclusivamente lingüístico y no debe confundirse con el de "musulmán", que es la comunidad de personas cuyo credo religioso es el islam. De hecho, el 80 % de los musulmanes tienen el árabe como su primera lengua, y por otra parte muchos árabes son cristianos.
El concepto de mundo árabe o nación árabe es relativamente moderno y está ligado a los nacionalismos europeos que vinculan el idioma con la estructura política. Compite en cierta medida con el concepto de Umma o comunidad de musulmanes.
El panarabismo o nacionalismo árabe es la ideología que pretende establecer la unión de todos los países árabes en una sola entidad política. A él se debe el concepto de nación árabe.

## Geografía

Extensión del idioma árabe.

El Mundo Árabe se extiende a lo largo de casi 7840 kilómetros de distancia, desde la península del Cabo Blanco en la costa atlántica del Sahara Occidental hasta Ras al Hadd, la punta más oriental de Omán, a la entrada al golfo de Omán. Abarca el África del Norte y la parte de Asia sudoccidental llamada Oriente Medio. En Libia se encuentra la frontera que tradicionalmente divide al mundo árabe en dos: el Magreb o Poniente y el Máshreq o Levante. En la actualidad, Libia se encuadra políticamente dentro del primero, y es Estado miembro de la Unión del Magreb Árabe (UMA).
Su superficie total es de la magnitud de la totalidad de países de habla hispana del hemisferio occidental (12,9 millones de km²), más grande que Europa (10,4 millones de km²), Canadá (10 millones de km²), China (9,6 millones de km²), Estados Unidos (9,6 millones de km²) o Brasil (8,5 millones de km²) pero con un gran porcentaje de territorio deshabitado y desértico. Sólo Rusia con 17 millones de km² (el país más grande del mundo) y la América del Norte anglófona (Estados Unidos y Canadá en conjunto, con 18 millones de km²) son unidades geoculturales todavía mayores.
El término árabe a menudo connota el Oriente Medio, pero la mayor región y más poblada del mundo árabe es el norte de África. Sus más de 8 millones de km², que incluye al país más grande del continente africano, Argelia (2,381 millones de km²) en el centro de la región, alrededor de las tres cuartas partes del tamaño de la India, o alrededor de una vez y media el tamaño de Alaska, el estado más grande en los Estados Unidos. El país más grande en la región árabe del Oriente Medio es Arabia Saudita (2,149 millones de km²).
En el otro extremo, el país árabe continental más pequeño del norte de África y Oriente Medio es Líbano (10 452 km²), aunque el país árabe más pequeño es la isla de Baréin siendo su superficie de 665 km².
Notablemente, todos los países árabes tienen como frontera un mar o el océano, con la excepción de la región de los países árabes del norte de Chad.
El mundo árabe es designado a menudo en lengua árabe con la expresión "del Golfo al Océano" (من الخليج إلى المحيط min al-jaliy ilà l-muhit), aludiendo a dos de los grandes accidentes geográficos que lo delimitan: el golfo Pérsico ("Golfo Arábigo" en árabe) al este y el océano Atlántico al oeste.
Los tipos de relieves que están ubicados en los países árabes son: Los desiertos de Nafud, de Dahna y de Al-Rub Al-Jali en la península arábiga y el desierto del Sáhara en la región norte de África. En el Sáhara se encuentran los macizos de Ahaggar y de Aïr, y en la región noroeste las altiplanicies del Gran Atlas. La cordillera que se extiende paralela al mar Rojo en la península arábiga. El valle del río Nilo en el noreste de África, y el valle de los ríos Éufrates y Tigris en la región mesopotámica.

### Población
Actualmente la población es de aproximadamente 481 667 539.

### Estados y territorios
En la actualidad, se consideran parte integrante del mundo árabe los siguientes Estados:
- Arabia Saudita المملكة العربية السعودية al-ʿArabiyyah as-Saʿūdiyyah
- Argelia الجزائر al-Jazāʾir
- Baréin البحرين al-Baḥrayn
- Catar قطر Qaṭar
- Comoras جزر القمر Ŷuzur al-Qamar
- Egipto مصر Miṣr
- Emiratos Árabes Unidos الإمارات العربيّة المتّحدة al-ʾImārāt al-ʿArabiyyah al-Muttaḥidah
- Irak العراق al-ʿIrāq
- Jordania الأردن al-ʾUrdun
- Kuwait الكويت al-Kuwayt
- Líbano لبنان Lubnān
- Libia ليبيا Lībyā
- Marruecos المغرب al-Maġrib
- Mauritania موريتانيا Mōrītānyā
- Omán عمان ʿUmān
- Palestina فلسطين Falasṭīn
- Siria سوريا Sūryā
- Somalia الصومال aṣ-Ṣūmāl
- Sudán السودان as-Sūdān
- Túnez تونس Tūnis
- Yemen اليمن al-Yaman
- Yibuti جيبوتي Ŷībūtī

El Sahara Occidental (República Árabe Saharaui Democrática), administrado por Marruecos, también forma parte del Mundo árabe, aunque no es reconocido por la Liga Árabe, ni tampoco por la ONU.
El Estado de Palestina es miembro de la Liga Árabe, pero no está reconocida por Israel o por Estados Unidos. 
Existen minorías de lengua árabe en países circundantes como Chad, Turquía, Irán, Israel y otros. Los araboparlantes suman unas 300 millones de personas.
El clima predominante es el seco desértico. La temperatura de los meses de verano alcanza en muchos lugares hasta los 49 °C y sus precipitaciones son muy bajas, un promedio inferior a 100 mm anuales. Otra característica de este tipo de clima es que presenta altas temperaturas durante el día e intenso frío durante la noche. En las regiones costeras de los países árabes predomina el clima mediterráneo.
Los ríos permanentes son muy escasos. Los más importantes son los siguientes: El Nilo (el segundo más largo del mundo, con 6671 km de longitud) en la región noreste de África. El Tigris y el Éufrates en la región mesopotámica en el continente asiático.
La vegetación predominante es la xerófila.